# Stolen (jeu vidéo)
Pour le film américain, voir 12 heures.
Stolen est un jeu vidéo d'infiltration développé par Blue 52 et édité par Hip Games, sorti en 2005 sur Windows, PlayStation 2 et Xbox.

## Accueil
- Jeuxvideo.com : 11/20 (PS2/XB)[1] - 8/20 (PC)[2]